# 格倫登岩
格倫登岩（英語：Grunden Rock）是南極洲的岩石，處於哈特灣以東，是霍普灣入口處的南部，高15米，由奧托·努登舍爾德率領的瑞典探險隊發現，現時由南極條約體系管理。

## 外部連結
. . United States Geological Survey.   [2012-05-10].
63°24′S 56°58′W / 63.400°S 56.967°W